# Dilophothripoides noliformis
Dilophothripoides noliformis är en fjärilsart som beskrevs av Embrik Strand 1922. Dilophothripoides noliformis ingår i släktet Dilophothripoides och familjen trågspinnare. Inga underarter finns listade i Catalogue of Life.